# هنوک موکندی
هنوک موکندی (انگلیسی: Henoc Mukendi؛ زادهٔ ۲۰ نوامبر ۱۹۹۳) بازیکن فوتبال اهل جمهوری دموکراتیک کنگو است.
از باشگاه‌هایی که در آن بازی کرده‌است می‌توان به باشگاه فوتبال لیورپول، باشگاه فوتبال نورث‌همپتون تاون، باشگاه فوتبال مارین، و باشگاه فوتبال نورتویچ ویکتوریا اشاره کرد.
وی همچنین در تیم ملی فوتبال D.R Congo u18 بازی کرده‌است.